# Ворошиловское (озеро)
Вороши́ловское (Март-Ярви, фин. Mertjärvi) — озеро на Карельском перешейке, на территории Светогорского городского поселения Выборгского района Ленинградской области.
Высота над уровнем моря — 38 м.
Озеро расположено в 7 км на восток от Светогорска, протокой оно связано с озером Ясным и Лесогорским и, далее, через реку Давыдовку, со всей системой реки Вуокса. Площадь водной поверхности 8 км², водосборная площадь 93 км². Номер объекта в Государственном водном реестре 01040300211102000011915.
В озеро втекает протока из озера Лебединого и ручей из озера без названия (неофициально озеро Треугольное).